# Каролайн Бувие Кенеди
Каролайн Бувие Кенеди (на английски: Caroline Bouvier Kennedy) е американска писателка, редакторка и адвокат.
Тя е дъщеря на Джон Ф. Кенеди и Жаклин Кенеди Онасис и единственото живо тяхно дете. Нейният брат Джон Ф. Кенеди-младши умира през 1999 г. при самолетна катастрофа. Каролайн завършва Харвард и след това училището по право на Колумбийския университет. Тя има три деца – Роуз, Татяна и Джон.
На 27 януари 2008 г. тя заявява в Ню Йорк Таймс, в статия, озаглавена „Президент като моя баща“, че ще подкрепи кампанията на Барак Обама в президентските избори. Това е първият път от 1980 г. насам, когато тя официално застава зад някой кандидат за президент. През 1980 г. това е нейният чичо Едуард Кенеди.
През декември 2008 г. тя изразява желание да заеме овакантеното от Хилъри Клинтън сенаторско място, тъй като Хилъри е избрана за Държавен секретар на САЩ в правителството на Барак Обама. Същото това сенаторско място преди е било държано от другия неин чичо – Робърт Кенеди.
От 19 ноември 2013 до 18 януари 2017 г. е посланик в Япония.